# الطريق السريع 80 (إسرائيل)

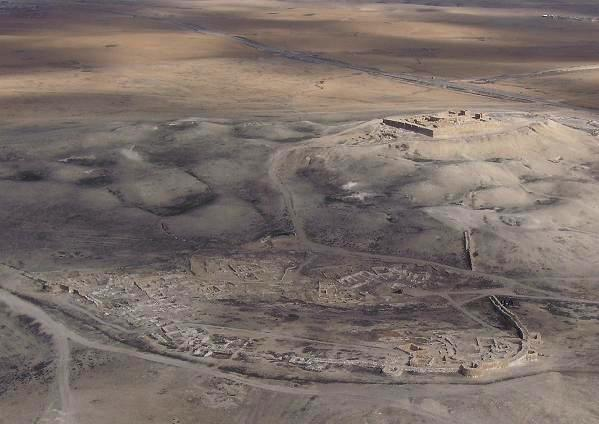
الطريق السريع عند تل عراد

الطريق السريع 80 هي طريق سريعة تربط بين الشمال والجنوب في منطقة جنوب إسرائيل ، شرقي مدينة بئر السبع وتصل بين عرعرة في الجنوب إلى بيت يتير في الشمال ويبلغ طولها 34 كم.